# Momir Ilić
Momir Ilić (serbio:Момир Илић; 22 de diciembre de 1981, Aranđelovac, Yugoslavia) es un exjugador profesional de balonmano serbio que jugaba en la posición de lateral izquierdo. Su último equipo fue el Veszprém KC húngaro. Es uno de los máximos goleadores de la historia de la selección de balonmano de Serbia, con la que ganó la medalla de plata en el Europeo de 2012.

## Equipos
- Samot Aranđelovac (1998-2001)
- HC Kolubara-Lazarevac (2001-2002)
- RK Fidelinka Subotica (2002-2004)
- RK Velenje (2004-2006)
- VfL Gummersbach (2006-2009)
- THW Kiel (2009-2013)
- Veszprém KC (2013-2019)

## Estadísticas

### Bundesliga
| Temporada | Equipo          | Partidos Jugados | Goles Totales | 7m  | Goles Campo |
| --------- | --------------- | ---------------- | ------------- | --- | ----------- |
| 2006/07   | VfL Gummersbach | 32               | 199           | 36  | 163         |
| 2007/08   | VfL Gummersbach | 33               | 198           | 54  | 144         |
| 2008/09   | VfL Gummersbach | 33               | 233           | 61  | 172         |
| 2009/10   | THW Kiel        | 32               | 180           | 76  | 104         |
| 2010/11   | THW Kiel        | 33               | 177           | 86  | 91          |
| 2006-2011 | Total           | 163              | 987           | 313 | 674         |

## Palmarés

### THW Kiel
- Liga de Campeones (2010, 2012)
- Bundesliga (2010, 2012, 2013)
- Copa de Alemania (2011, 2012, 2013)
- Supercopa de Alemania (2011, 2012)
- Mundial de Clubes (2011)

### VfL Gummersbach
- Copa EHF (2009)

### Veszprém
- Liga húngara de balonmano (5): 2014, 2015, 2016, 2017, 2019
- Copa de Hungría de balonmano (5): 2014, 2015, 2016, 2017, 2018
- Liga SEHA (2): 2015, 2016

### Selección nacional

#### Campeonato de Europa
- Medalla de Plata en el Campeonato Europeo de Balonmano Masculino de 2012.

### Consideraciones personales
- Elegido mejor jugador del Europeo (2012)
- Elegido en el equipo ideal de la Bundesliga (2012)